# 萨依艾日克湖
萨依艾日克湖也称沙依力克湖，位于中华人民共和国新疆维吾尔自治区阿克苏地区阿克苏市阿依库勒镇南，是艾西曼湖群的一个子湖，湖名为维吾尔语意为“戈壁湖”。萨依艾日克湖是一个内陆微咸湖，湖水主要来自山前倾斜平原的暴雨洪水和阿依库勒灌区的退、排水。湖面面积约8.10平方千米，湖底平坦，平均水深1.2米。2004以后入湖水量逐渐减少。